# La Roque-d’Anthéron
La Roque-d’Anthéron település Franciaországban, Bouches-du-Rhône megyében. Lakosainak száma 5355 fő (2022. január 1.). La Roque-d’Anthéron Charleval, Lambesc, Rognes, Saint-Estève-Janson, Cadenet, Lauris, Puget és Puyvert községekkel határos.

## Népesség
A település népességének változása:
| Lakosok száma | 2282 | 3692 | 3923 | 4945 | 5425 | 5469 | 5455 | 5426 | 5411 | 5355 |
|               | 1968 | 1982 | 1990 | 2006 | 2013 | 2015 | 2017 | 2019 | 2020 | 2022 |